# 古鸨属
古鸨属（学名：Palaeotis）是始新世中期的中欧地区的一属古颚下纲，包含一个已知种魏格尔特古鸨（Paleoritis weigelti）。正模标本是跗跖骨和指骨化石。Lambrect在1928年将其描述为一种已灭绝的大鸨（鸨属），并将其命名为“古鸨属”。根据Storrs L.Olson的建议，Houde和Haubold在1987年对该类型标本进行了审查，并参考了其他几块化石，得出结论认为“古鸨”是一种古颚类鸟类，并将其归为鸵鸟目。

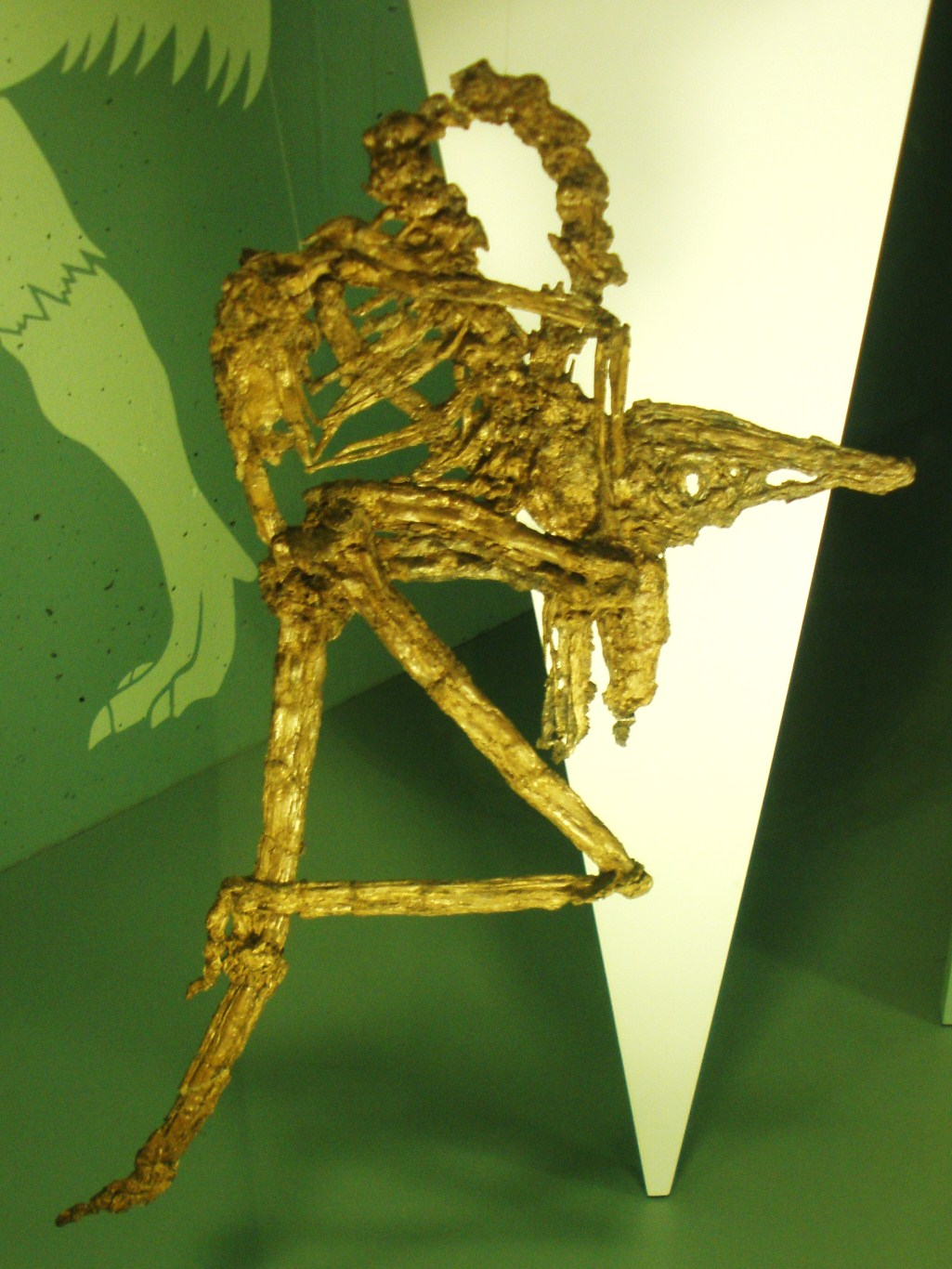
化石

在20世纪30年代，一个目录号为GM4362的几乎完整的化石可能是由Lambrecht归属于古鸨属。Houde和Haubold在德国哈勒马丁路德大学Geiseltalmuseum的收藏中发现了另外三个标本。其中一个是古鸨属的正模标本（=Ornithonemus geiseltalensis，Lambrecht 1935）。Houde和Haubold还请求允许在德国达姆施塔特的Hesseches Landesmuseum提供一个名为HLMD Me 7530的化石。HLMD Me 7530是从著名的梅塞尔页岩中采集的。当它被准备好的时候，两位鸟类学家也把它归类为古鸨属。
其他科学家则不太相信古鸨属是一类鸵鸟目动物，而是把它当作更基干的古颚类。它可能与神秘的雷米鸟属有关，这是一类在法国始新世地层中发现与推测存在的鸟类。古近纪和早中新世的欧洲也出现了各种其他的古颚类化石，这些可能代表各种独立的演化方向，导致进一步的分类混淆。

## 描述
由于一些标本始终比其他标本小，因此古鸨属被认为是性二型的。虽然前肢不完整，但spindley肱骨表明它有相对较大的翅膀，与现代鸵鸟属和美洲鸵鸟属不同。它的喙很细，更像石板鸟目的喙，二者可能有相似的食肉习性。